# Маммус аль-Лакзи
Маммус ибн аль-Хаса́н аль-Лакзи́ (араб. ممس اللاكزي‎; приблизительно 1040—1110 гг.) — хадисовед и историк, один из влиятельнейших шейхов Дербента (Баб аль-абваба).

## Биография
Его полное имя: Маммус ибн аль-Хасан ибн Мухаммад ад-Дарбанди аль-Лакзи. Он родился приблизительно 1040-х гг. в Дербенте в семье выходцев из «страны Лакз» (Билад лакз). Его отец, Абу-ль-Валид аль-Хасан ибн Мухаммад ад-Дарбанди аль-Балхи ас-Суфи (ум. в 1064 г.) был известным хадисоведом и историком. Абу-ль-Валид учился у Мухаммада аль-Гунджара (ум. в 1021 г.) и получил от него право на передачу текста «Истории Бухары».
Аль-Лакзи учился в Багдаде, Самарканде, Бухаре и других городах городах Халифата. Самым знаменитым учителем аль-Лакзи был багдадский историк и знаток хадисов аль-Хатиб аль-Багдади, который в своё время обучался у отца аль-Лакзи. По крайней мере в книге «История Багдада» при изложении биографий выходцев из Бухары аль-Багдади неоднократно ссылался на Абу-ль-Валида ад-Дарбанди.

## Богословская деятельность
Происхождение и знания аль-Лакзи позволили ему стать придворным историографом правителей Дербентского эмирата из династии Хашимидов. Маммус аль-Лакзи является автором хроники «Тарих Баб аль-абваб ва-Ширван» («История Дербента и Ширвана»). Этот труд хорошо известен исследователям, но до недавнего времени считался анонимным. После прихода к власти в Дербенте Аглабидов в 1075 году аль-Лакзи был вынужден покинуть город. Он поселиться в Багдаде и стал последователем Абу Бакра Мухаммада аль-Марвази, известного как Ибн аль-Хадиба ад-Даккак (умер в 1095 г.). Аль-Лакзи поддерживал связи с ашаритами и суфиями, среди которых был ученик Абу-ль-Касима аль-Кушайри (умер в 1071 г.) Абу-ль-Хусейн ибн ат-Туюри (ум. в 1107 г.). Аль-Лакзи был знаком с руководителем медресе Низамия в Багдаде Абу Исхаком аш-Ширази, Абу Насром аль-Кушайри, Абу Хамидом аль-Газали. По рекомендации Маммуса аль-Лакзи начинающий ученый Муса ибн Ибрахим аль-Лакзи изучал шафиитское право в Низамийи под руководством аль-Газали. Впоследствии Муса аль-Лакзи успешно работал в Бухаре.
Один из учеников аль-Лакзи — Абу Бакр Мухаммад ад-Дарбанди (умер в первой половине XII века) написал книгу «Райхан аль-хака’ик ва-бустан ад-дака’ик» («Базилик истин и сад тонкостей»). Он был обязан своему учителю знакомством с такими багдадскими учеными, как аль-Газали, Ибн аль-Хадиба и его дочь Карима аль-Марвази (ум. в 1098 г.).